# Paula Blasi
Paula Blasi Cairol (* 19. Februar 2003 in Esplugues de Llobregat) ist eine spanische Radrennfahrerin, die vorrangig im Straßenradsport aktiv ist.

## Sportlicher Werdegang
Ihre sportliche Karriere begann Blasi in der Leichtathletik (Mittelstrecke) sowie im Duathlon und Triathlon. Nachdem sie nach einer Verletzung im Februar 2024 mit dem Laufen pausieren musste, konnte sie nur auf dem Rad trainieren und wurde Mitglied in einen Radsportverein. Erstmals nahm sie an Radrennen teil und erzielte auf Anhieb zahlreiche Spitzenplatzierungen bei Rennen auf nationaler Ebene. Nach dem Gewinn der katalanischen Meisterschaften im Straßenrennen und Einzelzeitfahren wurde sie bei den spanischen Meisterschaften Siebte im Einzelzeitfahren, womit sie als bestplatzierte U23-Fahrerin den spanischen U23-Titel gewann. In der zweiten Saisonhälfte machte sie durch den jeweils vierten Gesamtrang bei der Tour de l’Avenir Femmes und beim Giro della Toscana Femminile auch auf internationaler Ebene auf sich aufmerksam.
Zur Saison 2025 wurde Blasi Mitglied im UAE Development Team, wurde aber in der ersten Saisonhälfte mehrheitlich im UAE Team ADQ eingesetzt. Beim Gran Premio della Liberazione 2025 erzielte sie den ersten internationalen Sieg ihrer Karriere. Zwei Wochen später war sie in Frankreich beim Eintagesrennen Pointe du Raz Ladies Classic erneut erfolgreich. Noch im Verlauf der Saison wurde sie in das UCI Women’s WorldTeam übernommen.

## Erfolge
2024
- Spanische U23-Meisterin – Einzelzeitfahren

2025
- Gran Premio della Liberazione
- Pointe du Raz Ladies Classic
- La Périgord Ladies
- eine Etappe Tour de Romandie Féminin